# Róma–Sulmona–Pescara-vasútvonal
A Róma–Sulmona–Pescara-vasútvonal egy vasúti fővonal Olaszországban Róma és Pescara között. A vasútvonal 1435 mm nyomtávolságú, 240 km hosszúságú, 3000 V egyenárammal villamosított. 1873 és 1888 között építették. Üzemeltetője az RFI.

## Forgalom
A vasútvonalon elsősorban regionális járatok közlekednek:
- Személyvonat (Treno regionale) Pescara- Chieti - Sulmona - Avezzano - Tivoli - Róma
- Személyvonat (Treno regionale) Teramo - Giulianova - Pescara - Chieti - Sulmona - Avezzano
- Személyvonat (Treno regionale) Avezzano - Tivoli - Róma